# Cheumatopsyche beroni
Cheumatopsyche beroni är en nattsländeart som beskrevs av Kumanski 1979. Cheumatopsyche beroni ingår i släktet Cheumatopsyche och familjen ryssjenattsländor. Inga underarter finns listade i Catalogue of Life.